# محمد السيد الدسوقي
محمد السيد الدسوقي 1934م أحد أعلام الفكر الإسلامي والفقه والأصول في عصرنا، وأستاذ الشريعة الإسلامية بكلية دار العلوم جامعة القاهرة وعدد من الجامعات العربية والإسلامية، وعضو المجامع العلمية اختير خبيرًا بمجمع الفقه الإسلامي الدولي التابع لمنظمة التعاون الإسلامي بجدة في بعض دوراته.

## حياته وعلمه
ولد الأستاذ الدكتور محمد السيد علي الدسوقي في 16 رجب سنة 1353ه الموافق لـ 10 اكتوبر1934م بقرية صغيرة تعرف بقرية العريض بمركز بلقاس بمحافظة الدقهلية.
التحق بالأزهر الشريف، وأقبل على دروسه بجد ونشاط لا يضيع وقتًا في لهو أو لعب فكان يعكف في الإجازات الصيفية على قراءة كتب اللغة والأدب
أثمرت هذه القراءة ثمرتها الطيبة فقد عرف وهو في مستهل المرحلة الثانوية بالأزهر سبيله إلى الكتابة والنشر؛ حيث بدأ في كتابة المقالات.
كما نشر كتابًا وهو في السنة الثانية الثانوية بعنوان عصارة خاطر، وكان ذلك سنة 1952م.
وكان يكتب في جريدة كانت تصدر في طنطا تسمى سفينة الأخبار وكان يشاركه في الكتابة فيها رفيق دراسته محمود حمدي زقزوق، الذي صار وزيرًا للأوقاف فيما بعد.
كما كان يكتب في باب البريد الأدبي بـمجلةالرسالة، ثم نشر مقالًا بـمجلة الأزهر بعنوان لا إصلاح إلا بالإسلام ونشر أيضًا مقالات عديدة بمجلة الوسيلة التي كانت تصدر بالقاهرة، وكان أولها سنة 1952م، وبمجلة الثقافة التي كان يرأس تحريرها الأستاذ أحمد أمين، وذلك سنة 1952م أيضًا، كما نشر بمجلة الإسلام سنة 1954م. وكتب في مجلة الهلال، ومجلة منبر الشرق، ومجلة العربي.
وبعد حصوله على الشهادة الثانوية الأزهرية التحق بكلية دار العلوم بجامعة القاهرة، وأتمَّ الدراسة بها وحصل على الليسانس سنة 1959م بتقدير جيد جدًّا، وكان ترتيبه في السنة النهائية- والتي قبلها- الثاني على دفعته، بعدما كان الأول في السنتين الأوليين فلم يُقَدَّر له أن يعين معيدًا حيث اكتفت الكلية بتعيين الأول فقط
حصل على الماجستير سنة 1965م، في موضوع التأمين وموقف الشريعة الإسلامية منه ثم الدكتوراه سنة 1972م في موضوع الإمام محمد بن الحسن الشيباني وأثره في الفقه الإسلامي

## التدريس الجامعي
انتقل الدكتور محمد الدسوقي بعد حصوله على الدكتوراه سنة 1972م للعمل بالتدريس الجامعي، فعمل محاضرًا بجامعة الفاتح طرابلس حاليًا في ليبيا من سنة 1972م حتى سنة 1975م، ثم أستاذًا مساعدًا بنفس الجامعة منذ سنة 1975م حتى سنة 1980م، ثم أستاذًا مشاركًا بنفس الجامعة أيضًا من سنة 1980م حتى 1984م.
وعمل بجامعتي المنصورة والمنوفية في خريف سنة 1984م.
انتقل للعمل بكلية الشريعة والدراسات الإسلامية بجامعة قطر منذ فبراير سنة 1985م بدرجة «أستاذ مشارك»، ثم حصل على الأستاذية سنة 1987م.
واستمر أستاذًا بكلية الشريعة بقطر حتى بلغ سن التقاعد سنة 2003م. وكان قد عُيِّن أثناء تلك الفترة رئيسًا لقسم الفقه والأصول بالكلية.
ولما بلغ سن التقاعد عاد إلى القاهرة فعمل بكليته كلية دار العلوم جامعة القاهرة أستاذًا غير متفرغ للدراسات العليا بقسم الشريعة الإسلامية بها، واضطلع بعبء الإشراف على عدد كبير من رسائل الماجستير والدكتوراه بالقسم، كما اشترك في مناقشة عدد آخر منها.

### رؤيته للتدريس
يقول الدكتور محمدالدسوقي
| محمد السيد الدسوقي | التدريس الجامعي في جوهره جهد علمي متواصل وعطاء فكري متجدد، وما لم يكن كذلك فإنه لا يبني عقولا ولا يخرج مبدعين أو مجددين، ولا يختلف اختلافا ذا بال عن التدريس في المرحلة الثانوية وآفة التعليم الجامعي المعاصر أنه يقوم على التقليد والجمود، ولا يعرف التطوير أو التغيير؛ فلا غرو أن تفشت ظاهرة السرقات الأدبية في الأبحاث والرسائل، واتسم النتاج العلمي بوجه عام بالضحالة وعدم الابتكار .. | محمد السيد الدسوقي |

## رحلات علمية
كانت للدكتور الدسوقي رحلات علمية عديدة، فزار أكثر البلاد العربية والإسلامية مشاركًا في مؤتمرات وندوات علمية فزار سوريا والأردن وسلطنة عمان والإمارات وليبيا التي عمل بها اثنتا عشرة سنة، وتونس والجزائر والمملكة العربية السعودية وقطر التي عمل بها ثمانية عشر عامًا، وإندونيسيا وماليزيا وباكستان وإيران وتركيا والبوسنة والهرسك وتشاد.

## أعماله ومؤلفاته
للدكتور الدسوقي ما يزيد عن 70 من المؤلفات من الكتب قائمة الكتب والرسائل، منها على سبيل المثال:
- منهج البحث في العلوم الإسلامية.
- الأحوال الشخصية في المذهب الشافعي.
- التجديد في الفقه الإسلامي.
- فقه الطلاق.
- علم أصول الفقه في ثوبه الجديد.
- الحل الإسلامي بين النظرية والتطبيق والتقريب بين المذاهب الفقهية.
- لقد كان في قصصهم عبرة لاولى الالباب.
- المناهج العلمية بين الفلاسفة والأصوليين.
- مع العميد في ذكراه "بمناسبة مرور أربعين عاما على وفاة طه حسين.
- محمد بخيت المطيعي شيخ الإسلام والمفتي العالمي.
- شاعرات عربيات.. حلقن في سماء الشعر قديماً وحديثاً.
- سلة الروايات صراع الأوغاد.
- محمد بخيت المطيعي شيخ الإسلام والمفتي العالمي.
- لتضحية للذئب قصة عن الإبادة الجماعية في البوسنة والهرسك.
- محمد يوسف موسى الفقيه الفيلسوف والمصلح المجدد علماء ومفكرون معاصرون